# Wybory regionalne we Francji w 2010 roku
Wybory regionalne odbyły się we Francji 14 i 21 marca 2010. Francuzi wybrali 1880 przedstawicieli w 26 radach regionalnych. W wyborach obowiązywała ordynacja mieszana.

## Pierwsza tura
W pierwszej turze, która odbyła się 14 marca, głosowało 20 232 451 wyborców. Frekwencja wyborcza wyniosła 46,36% – jest to najniższa frekwencja dotychczas odnotowana w wyborach regionalnych we Francji.
W powyborczych komentarzach podkreślano słaby wynik prawicy i sukces socjalistów. Skupiona wokół Zielonych koalicja Europe Écologie utrzymało pozycję trzeciej siły politycznej we Francji. Zaskoczeniem dla części komentatorów był dobry wynik Frontu Narodowego, który zajął czwarte miejsce (przegrywając w ogólnym rozrachunku z ekologami zaledwie o 0,8%), w dwunastu regionach przekraczając próg 10%, uprawniający do udziału w drugiej turze.
Już w pierwszej turze rozstrzygnięte zostały wybory w departamencie zamorskim Gwadelupa. 31 mandatów zdobyli socjaliści, 4 skupiona wokół UMP "większość prezydencka", 4 koalicja partii radykalnej lewicy, 2 ugrupowanie Collectif des Inkoruptibles.

## Druga tura
Druga tura odbyła się w 25 regionach. W większości z nich (oprócz Bretanii, Pikardii, Limousin i Langwedocji-Roussillon) doszło przed drugą turą do połączenia list Partii Socjalistycznej, Europa Ekologia i komunistycznego Frontu Lewicy.
Frekwencja wyborcza wyniosła 51,1%. Lewica skupiona wokół socjalistów wygrała w 21 z 22 regionów metropolitalnych i (łącznie z pierwszą turą) w 2 spośród 4 regionów zamorskich. W Alzacji, na Reunionie i w Gujanie wygrała skupiona wokół UMP "większość prezydencka".

## Wyniki
| Lista                                                           | Liczba głosów | % głosów ważnych | Liczba mandatów |
| --------------------------------------------------------------- | ------------- | ---------------- | --------------- |
| Unia Lewicy (PS, PRG, MRC, PCF, Front Lewicy, EÉ, MUP, Zieloni) | 9 834 486     | 46,4             | 1006            |
| Większość Prezydencka (UMP, NC i in.)                           | 7 497 649     | 35,4             | 515             |
| Front Narodowy                                                  | 1 943 307     | 9,2              | 118             |
| różne listy lewicowe Gwadelupa, Langwedocja-Roussillon, Reunion | 698 556       | 3,3              | 96              |
| Partia Socjalistyczna Bretania, Gwadelupa, Reunion              | 660 189       | 3,1              | 89              |
| Europa Ekologia Bretania                                        | 207 435       | 0,98             | 11              |
| Ruch Demokratyczny Akwitania                                    | 178 858       | 0,8              | 10              |
| regionaliści Korsyka, Gwadelupa, Martynika (MIM)                | 117 742       | 0,6              | 29              |
| Front Lewicy Limousin                                           | 56 092        | 0,3              | 6               |
| Razem                                                           | 21 194 314    | 100              | 1880            |